# 大崎八幡宮
大崎八幡宮（おおさきはちまんぐう）は、宮城県仙台市青葉区八幡にある神社である。旧社格は村社。社殿（本殿・石の間・拝殿）は国宝に指定されており、どんと祭の裸参りで知られる。

## 祭神
- 応神天皇、仲哀天皇、神功皇后
- 江戸時代に仙台で盛んとなった卦体神（けたいがみ、十二支の守り本尊）信仰に伴い、乾の守り本尊である阿弥陀如来とされたことから、現在でも戌亥歳生まれの人からの崇敬を集めている。

## 社名・歴史

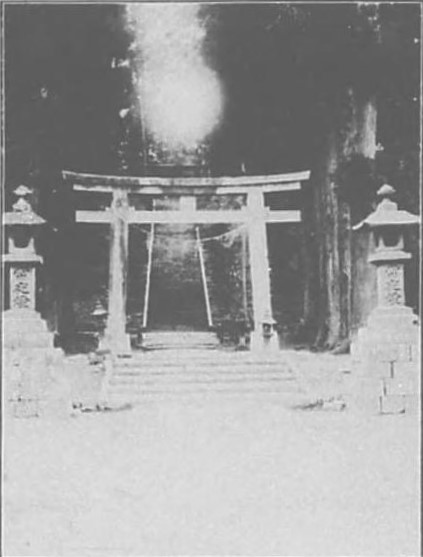
1912年（明治45年）頃の大崎八幡神社

創建年代は不明であるが、社伝では坂上田村麻呂が宇佐神宮を鎮守府胆沢城（現岩手県奥州市水沢）に勧請し鎮守府八幡宮と称したことに始まり、室町時代に入り奥州管領であった大崎氏が自領地内（現宮城県大崎市田尻町）に遷したため、大崎八幡宮と呼ばれるようになったという。
大崎氏改易後の慶長9年（1604年）、伊達政宗が仙台城（北緯38度15分11.2秒 東経140度51分23.3秒 / 北緯38.253111度 東経140.856472度）から見て北西（乾）かつ仙台城の城下町（北緯38度15分36.9秒 東経140度52分14.5秒 / 北緯38.260250度 東経140.870694度）北西端の現在地に造営を始めた。当地は別当寺の龍寶寺（北緯38度16分17.4秒 東経140度50分45秒 / 北緯38.271500度 東経140.84583度）の西隣にあり、城下町の北に連なる北山丘陵（七北田丘陵）と広瀬川とが接するために城下町がある河岸段丘の西端部にあたり、広瀬川上流の愛子盆地や山形方面に向かう作並街道（現国道48号）が超えなくてはいけない最初の難所の鶏沢（北緯38度16分12.2秒 東経140度50分35.5秒 / 北緯38.270056度 東経140.843194度） の城下町側に接する地である。刑部左衛門国次(左甚五郎のモデルの一人と言われる)という彫刻職人が建立に携わった。
慶長12年（1607年）、従来伊達氏が祀ってきた成島八幡宮と合祀して遷座し、仙台城下の乾（戌亥・北西）天門の鎮めとした（当宮の西隣の鶏沢には堤も造られた）。以前に大崎氏の家臣が行なっていた流鏑馬の神事は、その旧臣3人が祭りの日に仙台までやって来て勤めた。仙台藩は寛永15年（1638年）から彼らに旅費を支給した。後に社職の者も加わって4人が勤めた。
庶民から「八幡堂」とも呼ばれていたが、古来社名は「大崎八幡宮」だった。明治4年（1871年）の太政官布告によって近代社格制度が制定されたのを機に、「大崎八幡神社」に改称された。鎮座400年の記念大祭を10年後に控えた平成9年（1997年）、「大崎八幡宮」の名称に復した。

### 年表
- 1607年（慶長12年）8月12日 - 社殿造立。
- 1668年（寛文8年） - 石鳥居を立てた[6]。
- 1902年（明治35年） - 倒木により石鳥居が損傷した[6]。
- 1903年（明治36年）4月15日 - 大崎八幡神社社殿が国の重要文化財に指定された[7]。
- 1907年（明治40年） - 1902年に壊れた石鳥居を修復した[6]。
- 1952年（昭和27年）11月22日 - 大崎八幡神社社殿（本殿・石の間・拝殿）が国宝に指定された。
- 1966年（昭和41年）6月11日 - 大崎八幡神社長床が国の重要文化財に指定された。
- 1969年（昭和44年） - 長床が雨漏りして破損したため、解体修理した[6]。
- 1970年（昭和45年）10月30日 - 大崎八幡神社石鳥居が宮城県指定有形文化財に指定された。
- 1973年（昭和48年）11月5日 - 大崎八幡神社の能神楽が国の選択無形民俗文化財として選択された。
- 1997年（平成9年）3月 - 木造大元帥明王立像厨子入が仙台市指定有形文化財（彫刻）[8] に指定された。
- 1997年（平成9年）6月 - 大崎八幡宮に改称した[5]。
- 2011年（平成23年）7月25日 - 大崎八幡宮の旧宮司宿舎、社務所、神馬舎が国の登録有形文化財に登録された。

## 社殿
現存する本殿・石の間・拝殿（国宝）は伊達政宗の寄進により建立され、慶長12年（1607年）に竣工した。手前の拝殿と奥の本殿を「石の間」で繋いで1棟とした、「権現造」形式の社殿である。拝殿は桁行（正面）7間、梁間（側面）3間、入母屋造で、正面には千鳥破風を見せ、唐破風造の向拝が付く（「間」は長さの単位ではなく、「柱間の数」を指す用語。以下も同じ）。本殿は桁行5間、梁間3間、入母屋造。「石の間」は桁行、梁間とも1間、両下造（りょうさげづくり） とし、屋根はいずれも杮葺きである。「石の間」は、本殿・拝殿より床を一段低く造り、板敷きとする。本殿の正面軒先部分を「石の間」内部に現すのが、この種「権現造」の特徴的な手法である。拝殿内部には狩野派の絵師佐久間左京の筆に成る唐獅子の障壁画や大虹梁の青龍、石の間の格天井には五十三種の草花が描かれており、俗に左甚五郎の作と伝わる花鳥動植物や説話風の人物、にらみ猫など多彩な彫刻が組み込まれている。本建物は、柱などの軸部を黒漆塗とし、長押、組物、蟇股などは彩色、彫刻、鍍金金具で装飾され、安土桃山時代の文化を今に伝える我国最古の建造物である。 桃山建築の粋を凝らした絢爛たる社殿は、のちに日光東照宮に引き継がれることとなる。
境内には樹齢350年のイヌシデが立っていたが、環境悪化により枯損した。

## 主要祭事・年中行事
- 1月14日:松焚祭（どんと祭、仙台裸参りとも呼ばれる）
- 2月3日:節分祭
- 5月25日 - 28日:皐月祭
- 6月30日:水無月大祓式
- 8月12日:御鎮座記念祭
- 9月14日 - 17日:例大祭（流鏑馬神事も奉納される）
  - 9月1日:鳥居祭
- 12月:大祓式

毎年、遠刈田温泉の刈田嶺神社（里宮）の神体が春になると蔵王・御釜を見下ろす刈田岳山頂の刈田嶺神社（奥宮）へ季節遷座しているが、遷座の前に毎年「刈田嶺神社雪かき奉仕」を当宮が行っている（刈田嶺神社 (蔵王町遠刈田温泉)#季節遷座参照）。

## 文化財
国宝

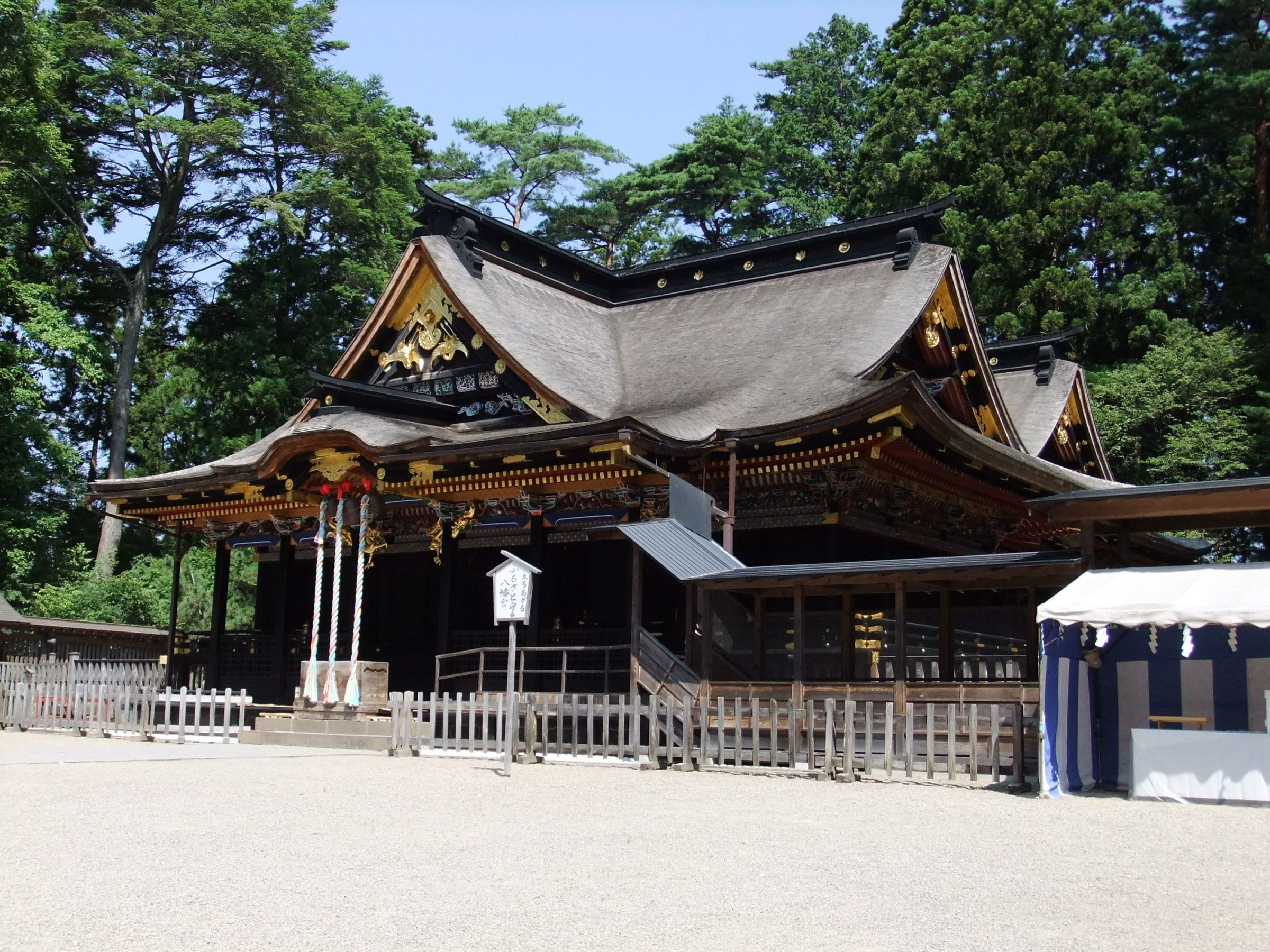
社殿。手前が拝殿、奥の屋根が本殿で、これらの間を「石の間」で繋ぐ。

- 本殿、石の間、拝殿（1棟） - 慶長12年（1607年）竣工。昭和27年（1952年）国宝指定。解説は既出（「社殿」の項を参照）。

重要文化財
- 長床（1棟）

登録有形文化財

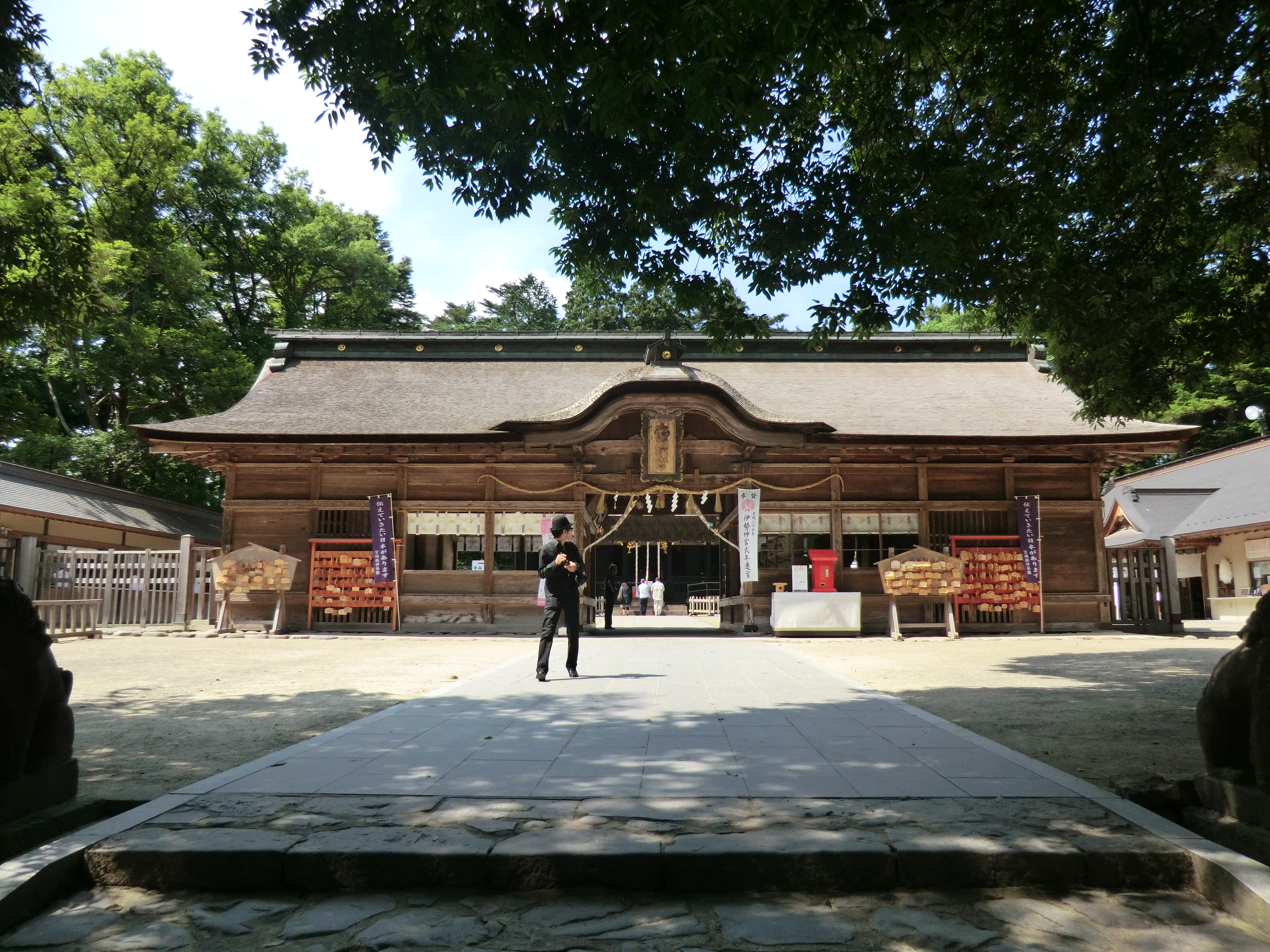
社務所
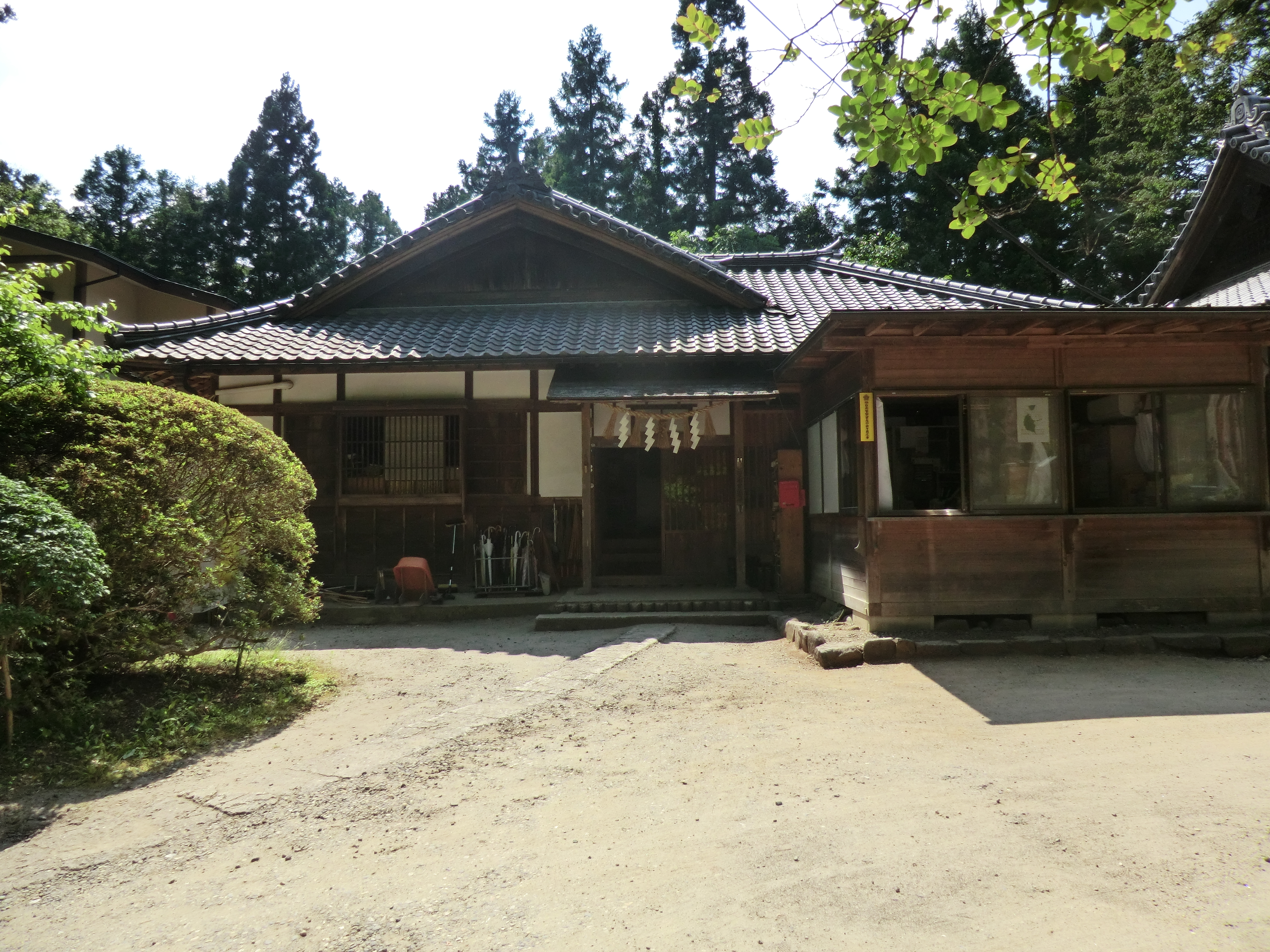
旧宮司宿舎
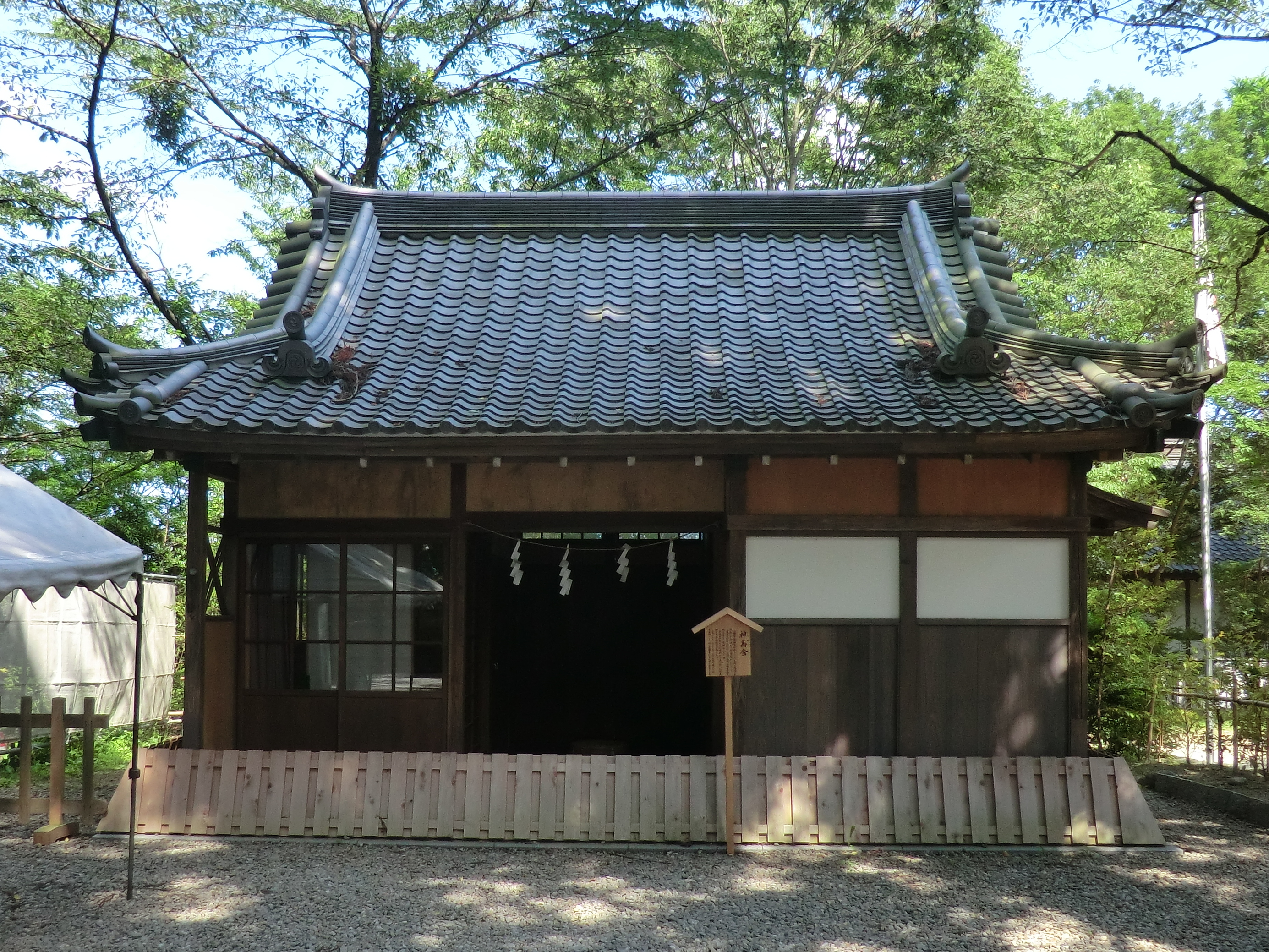
神馬舎
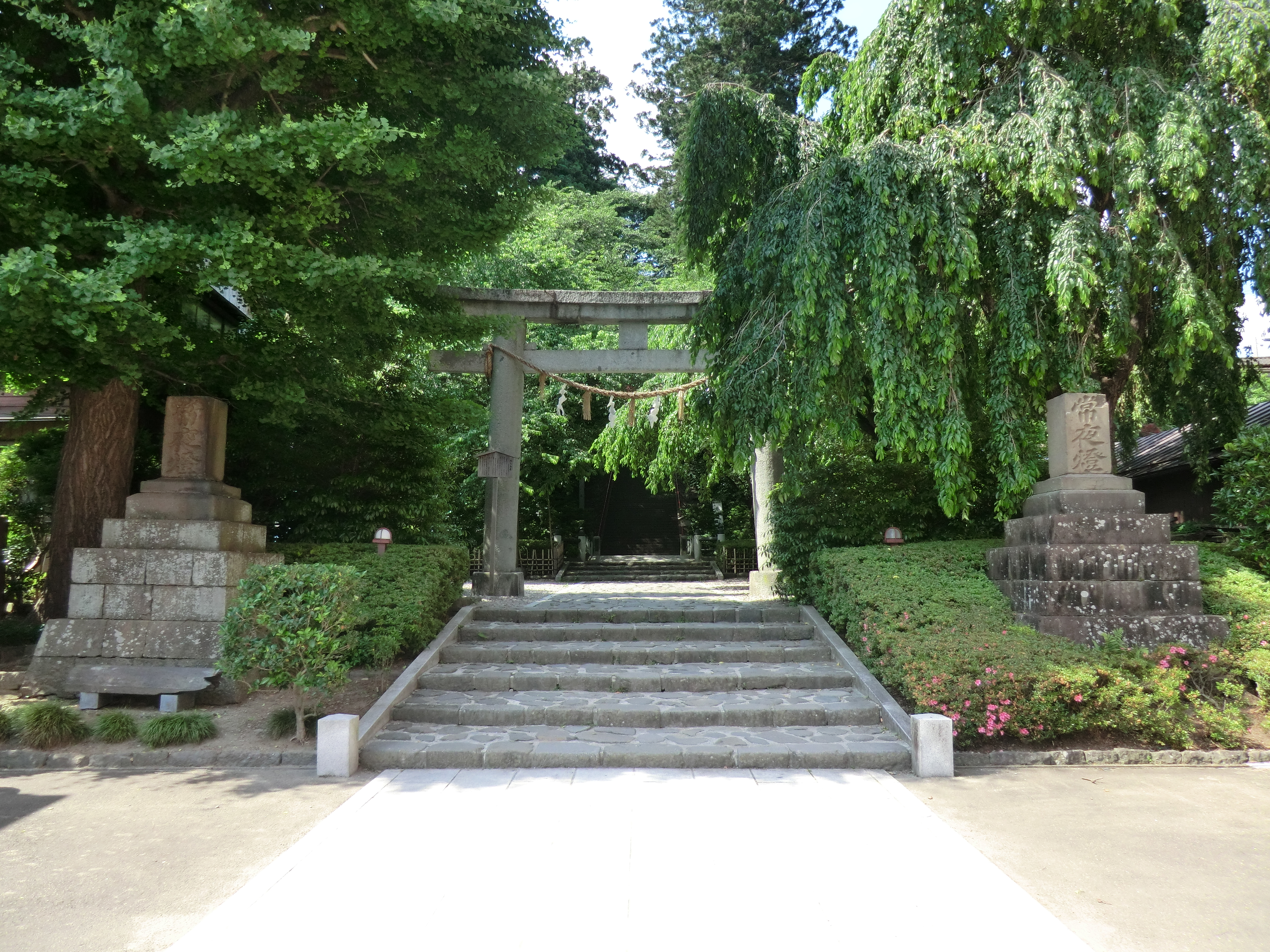
石鳥居（宮城県指定有形文化財）

選択無形民俗文化財
- 能神楽

- 長床
- 旧宮司宿舎
- 神馬舎
- 石鳥居（宮城県指定有形文化財）

## 交通

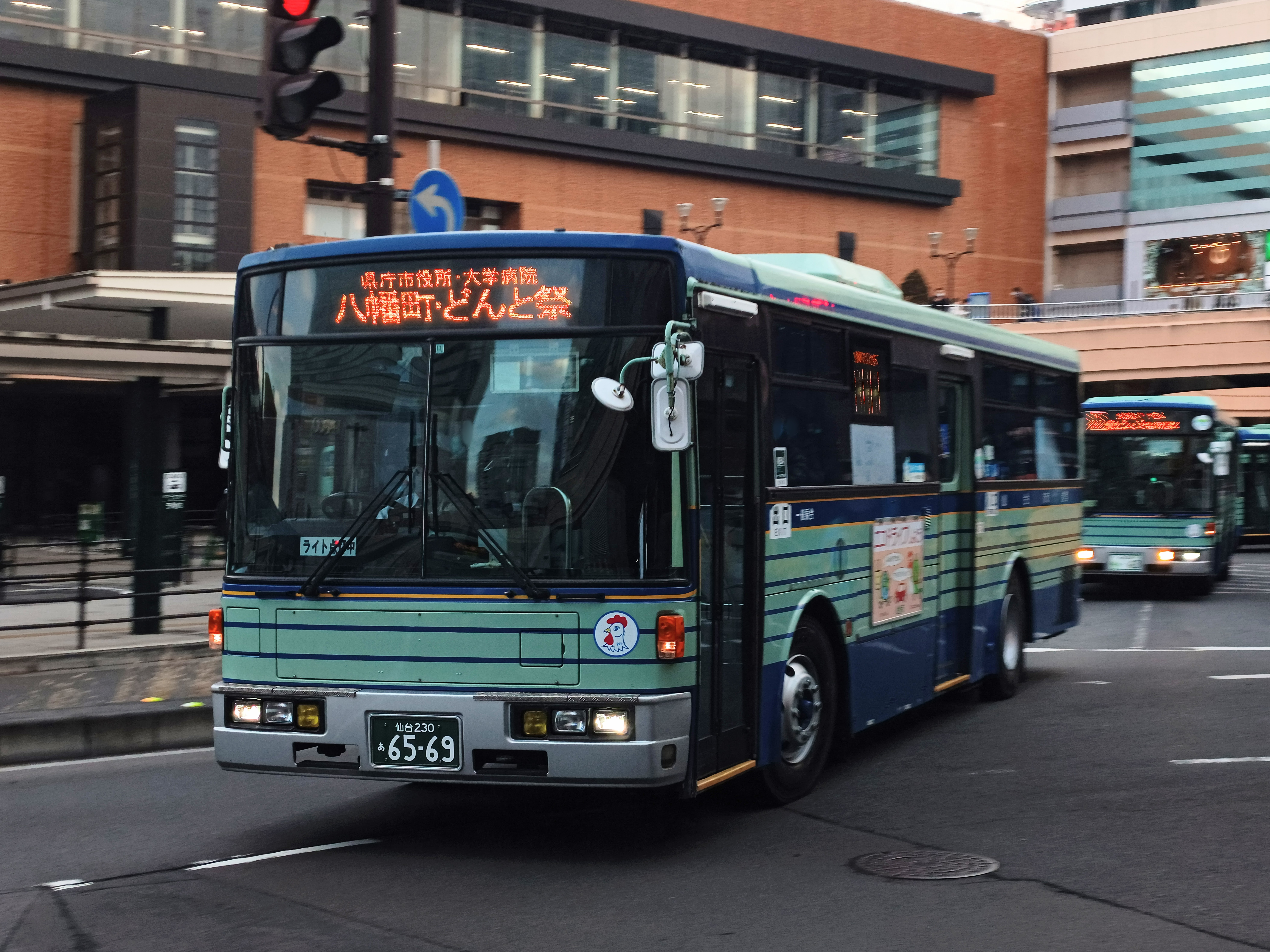
どんと祭臨時バス（2023年1月14日）

どんと祭の日は、パークアンドライド用の駐車場が開設されたり、仙台市都心部との間などに臨時バスが運行されたりする。1941年（昭和16年）から1976年（昭和51年）までは仙台市電・八幡神社前駅が最寄り駅だった。
- バス

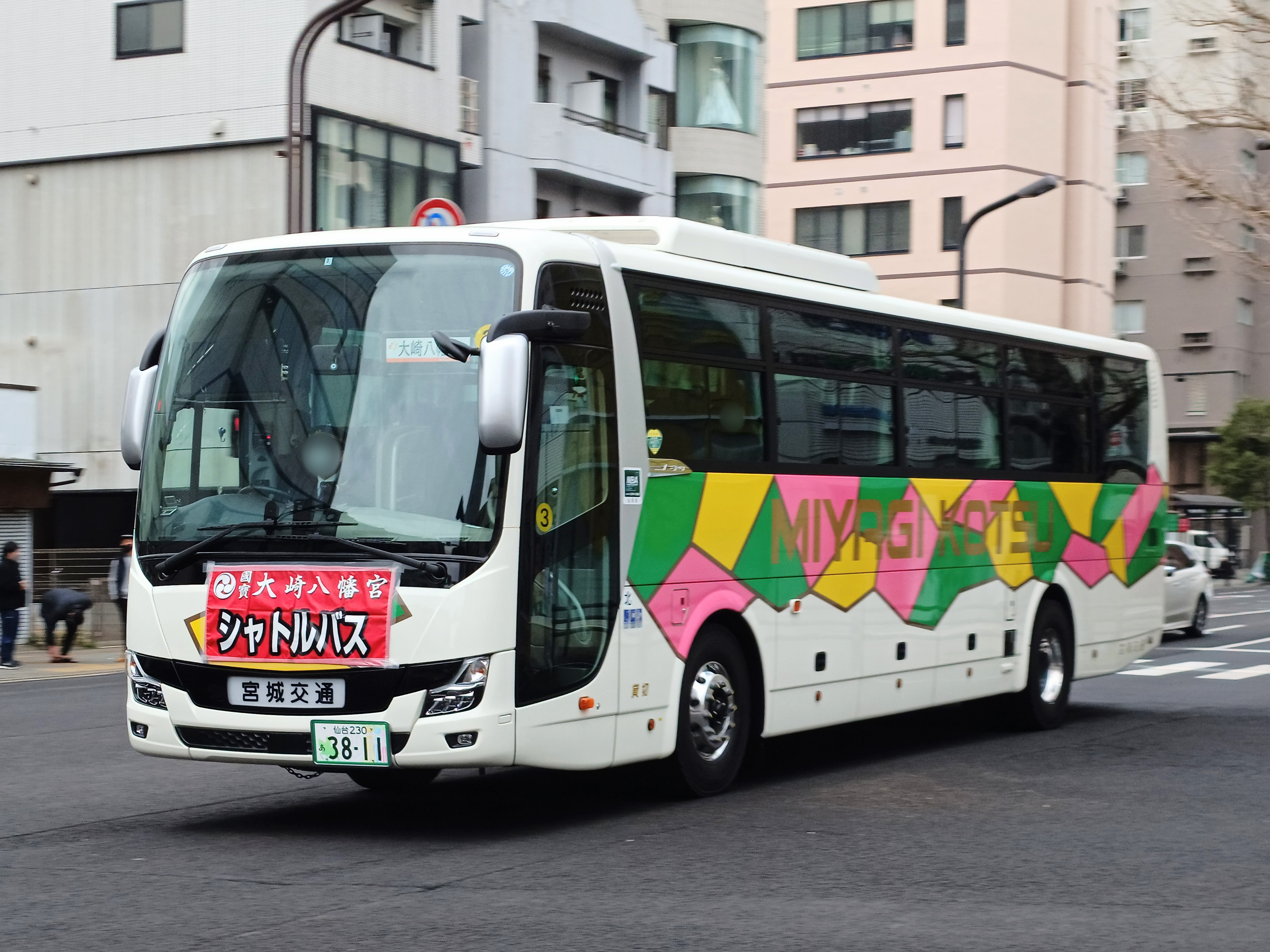
どんと祭臨時シャトルバス（2023年1月14日）

  - どんと祭臨時シャトルバス（2023年1月14日）仙台駅西口バスプールの10番乗り場（定義、作並温泉、白沢車庫、芋沢、大沢・青野木、茂庭、西花苑）、または、15番乗り場（南吉成団地、国見ヶ丘）より、仙台市営バス[840]～[888]系統に乗車し、「大崎八幡宮前バス停」下車。
  - 仙台市地下鉄南北線・北四番丁駅付近の「二日町北四番丁バス停」より、上記系統に乗車し、「大崎八幡宮前バス停」下車。
  - 仙台駅西口バスプールの10番乗り場より、仙台市営バス[830][831][839]系統に乗車し、「大崎八幡宮前バス停」下車。
  - 仙台駅西口バスプールの16番乗り場より、仙台市営バスるーぷる仙台に乗車し、「大崎八幡宮前バス停」下車。ただし、瑞鳳殿、仙台城址、青葉山、宮城県美術館を経由するため、これらの施設を巡った後に立ち寄るのには便利だが、仙台駅前から直接訪れるためには、上記の路線バスの約2倍の所要時間（43分）がかかることに注意。
- 鉄道
  - JR仙山線
    - 東北福祉大前駅から北参道まで徒歩12分。
    - 国見駅から表参道まで徒歩15分。
- 無料駐車場
  - 北参道前にある。普通車：約70台、タクシー：4台、バス：2台
  - 駐車場の出入口は、市道宮脇通線[13]、市道小石沢通線[14]、市道鈴虫荘公園前線[15] がつくる変則五叉路に坂道で接続し、実質的に変則六叉路を形成しているので出入りに注意。